# Campeonato de la WAFF 2010
El Campeonato de la WAFF 2010 fue la sexta edición del Campeonato de la WAFF, torneo de fútbol a nivel de selecciones nacionales organizado por la Federación de Fútbol del Oeste de Asia (WAFF). Se llevó a cabo en la ciudad de Amán, en Jordania, y contó con la participación de 9 seleccionados nacionales masculinos.
El seleccionado de Kuwait, que debutaba en el certamen, se consagró campeón al vencer en la final por 2-1 a Irán, defensor del título.

## Sede
El Estadio Rey Abdullah II ubicado en Amán, capital de Jordania, albergó todos los partidos del torneo, al igual que en la edición de 2000.
| Amán                            |
| ------------------------------- |
| Gobernación de Amán (UTC+03:00) |
| Estadio Rey Abdullah II         |
| Capacidad: 18 000               |
|                                 |

## Formato
Las 9 selecciones participantes fueron divididas en 3 grupos de 3 equipos cada una. Dentro de cada grupo, las selecciones se enfrentaron bajo el sistema de todos contra todos, a una sola rueda, de manera tal que cada una de ellas disputó dos partidos. Los puntos se computaron a razón de 3 —tres— por partido ganado, 1 —uno— en caso de empate y 0 —cero— por cada derrota.
Las selecciones ubicadas en la primera posición en la tabla de posiciones final de cada grupo y la mejor de todas las ubicadas en la segunda posición avanzaron a las semifinales. Las llaves de dicha instancia se establecieron a fin de evitar que los dos equipos procedentes de la misma zona se enfrentaran entre sí. Los cruces se disputaron en un solo partido. Los ganadores se cruzaron en la final, cuyo vencedor se consagró campeón.

## Equipos participantes
En cursiva los equipos debutantes.
| Equipos participantes | Equipos participantes | Equipos participantes |
| --------------------- | --------------------- | --------------------- |
| Baréin                | Jordania              | Palestina             |
| Irán                  | Kuwait                | Siria                 |
| Irak                  | Omán                  | Yemen                 |

## Fase de grupos

### Grupo A
| Pos. | Equipo | Pts. | PJ | G | E | P | GF | GC | Dif. | Clasificación |
| ---- | ------ | ---- | -- | - | - | - | -- | -- | ---- | ------------- |
| 1    | Irán   | 4    | 2  | 1 | 1 | 0 | 5  | 2  | +3   | Semifinales   |
| 2    | Baréin | 3    | 2  | 1 | 0 | 1 | 2  | 3  | −1   |               |
| 3    | Omán   | 1    | 2  | 0 | 1 | 1 | 2  | 4  | −2   |               |

 Fuente: 
| 24 de septiembre de 2010 | Irán                       | 3:0 (2:0) | Baréin | Estadio Rey Abdullah II, Amán                                |                                                              |
|                          | Aghily 36' 38' · Oladi 47' | Reporte   |        | Asistencia: 8 000 espectadores Árbitro(s): Nasser Al-Ghafari | Asistencia: 8 000 espectadores Árbitro(s): Nasser Al-Ghafari |

| 26 de septiembre de 2010 | Baréin             | 2:0 (0:0) | Omán | Estadio Rey Abdullah II, Amán  |                                |
|                          | Abdullatif 63' 67' | Reporte   |      | Asistencia: 1 000 espectadores | Asistencia: 1 000 espectadores |

| 28 de septiembre de 2010 | Omán                        | 2:2 (2:1) | Irán                            | Estadio Rey Abdullah II, Amán                           |                                                         |
|                          | Hadid 40' · Abdul-Karim 45' | Reporte   | Meydavoudi 17' · Teymourian 53' | Asistencia: 4 000 espectadores Árbitro(s): Ko Hyung-Jin | Asistencia: 4 000 espectadores Árbitro(s): Ko Hyung-Jin |

### Grupo B
| Pos. | Equipo       | Pts. | PJ | G | E | P | GF | GC | Dif. | Clasificación |
| ---- | ------------ | ---- | -- | - | - | - | -- | -- | ---- | ------------- |
| 1    | Kuwait       | 4    | 2  | 1 | 1 | 0 | 4  | 3  | +1   | Semifinales   |
| 2    | Jordania (H) | 2    | 2  | 0 | 2 | 0 | 3  | 3  | 0    |               |
| 3    | Siria        | 1    | 2  | 0 | 1 | 1 | 2  | 3  | −1   |               |

 Fuente: 
| 24 de septiembre de 2010 | Jordania | 1:1 (1:0) | Siria       | Estadio Rey Abdullah II, Amán   |                                 |
|                          | Deeb 13' | Reporte   | Al-Zino 82' | Asistencia: 18 000 espectadores | Asistencia: 18 000 espectadores |

| 26 de septiembre de 2010 | Siria         | 1:2 (0:0) | Kuwait                       | Estadio Rey Abdullah II, Amán  |                                |
|                          | Al-Omaier 83' | Reporte   | Rashed 53' · Al-Moussawi 71' | Asistencia: 5 000 espectadores | Asistencia: 5 000 espectadores |

| 28 de septiembre de 2010 | Kuwait                          | 2:2 (0:1) | Jordania             | Estadio Rey Abdullah II, Amán   |                                 |
|                          | Nasser 60' · Soud Al Mejmed 78' | Reporte   | Abdel-Fattah 38' 51' | Asistencia: 18 000 espectadores | Asistencia: 18 000 espectadores |

### Grupo C
| Pos. | Equipo    | Pts. | PJ | G | E | P | GF | GC | Dif. | Clasificación |
| ---- | --------- | ---- | -- | - | - | - | -- | -- | ---- | ------------- |
| 1    | Irak      | 6    | 2  | 2 | 0 | 0 | 5  | 1  | +4   | Semifinales   |
| 2    | Yemen     | 3    | 2  | 1 | 0 | 1 | 4  | 3  | +1   | Semifinales   |
| 3    | Palestina | 0    | 2  | 0 | 0 | 2 | 1  | 6  | −5   |               |

 Fuente: 
| 25 de septiembre de 2010 | Irak                  | 2:1 (0:1) | Yemen       | Estadio Rey Abdullah II, Amán  |                                |
|                          | Samal 49' · Hawar 72' | Reporte   | Al-Nono 10' | Asistencia: 8 000 espectadores | Asistencia: 8 000 espectadores |

| 27 de septiembre de 2010 | Yemen                               | 3:1 (1:0) | Palestina | Estadio Rey Abdullah II, Amán                                 |                                                               |
|                          | Al-Nono 43' (pen.) 83' · Thabit 63' | Reporte   | Obeid 79' | Asistencia: 10 000 espectadores Árbitro(s): Nasser Al-Ghafari | Asistencia: 10 000 espectadores Árbitro(s): Nasser Al-Ghafari |

| 29 de septiembre de 2010 | Palestina | 0:3 (0:1) | Irak                             | Estadio Rey Abdullah II, Amán   |                                 |
|                          |           |           | Karim 15' 76' · Akram 86' (pen.) | Asistencia: 14 000 espectadores | Asistencia: 14 000 espectadores |

### Tabla de segundos puestos
| Pos. | Grp. | Equipo   | Pts. | PJ | G | E | P | GF | GC | Dif. | Clasificación |
| ---- | ---- | -------- | ---- | -- | - | - | - | -- | -- | ---- | ------------- |
| 1    | C    | Yemen    | 3    | 2  | 1 | 0 | 1 | 4  | 3  | +1   | Semifinales   |
| 2    | A    | Baréin   | 3    | 2  | 1 | 0 | 1 | 2  | 3  | −1   |               |
| 3    | B    | Jordania | 2    | 2  | 0 | 2 | 0 | 3  | 3  | 0    |               |

 Fuente: 

## Fase de eliminatorias

### Cuadro de desarrollo
|  | Semifinales         | Semifinales |                     |       | Final | Final |
|  |                     |             |                     |       |       |       |
|  | 1 de octubre – Amán |             |                     |       |       |       |
|  |                     |             |                     |       |       |       |
|  | Irán                | 2           |                     |       |       |       |
|  | Irán                | 2           | 3 de octubre – Amán |       |       |       |
|  | Irak                | 1           |                     |       |       |       |
|  | Irak                | 1           | Irán                | 1     |       |       |
|  | 1 de octubre – Amán |             | Irán                | 1     |       |       |
|  |                     | Kuwait      | 2                   |       |       |       |
|  | Kuwait (p.)         | Kuwait      | 2                   | 1 (4) |       |       |
|  | Kuwait (p.)         |             |                     | 1 (4) |       |       |
|  | Yemen               | 1 (3)       |                     |       |       |       |
|  | Yemen               | 1 (3)       |                     |       |       |       |

### Semifinales
| 1 de octubre de 2010 | Irán                       | 2:1 (0:0) | Irak      | Estadio Rey Abdullah II, Amán                             |                                                           |
|                      | Hosseini 58' · Gholami 84' |           | Karim 71' | Asistencia: 12 000 espectadores Árbitro(s): Hajime Matsuo | Asistencia: 12 000 espectadores Árbitro(s): Hajime Matsuo |

| 1 de octubre de 2010 | Kuwait         | 1:1 (1:1, 0:0) (t. s.)(4:3 p.) | Yemen       | Estadio Rey Abdullah II, Amán  |                                |
|                      | Al-Rashidi 73' |                                | Al-Nono 55' | Asistencia: 3 000 espectadores | Asistencia: 3 000 espectadores |

### Final
| 3 de octubre de 2010 | Irán             | 1:2 (0:2) | Kuwait                   | Estadio Rey Abdullah II, Amán                                 |                                                               |
|                      | Meydavoudi 90+5' |           | Mashaan 10' · Nasser 40' | Asistencia: 15 000 espectadores Árbitro(s): Nasser Al-Ghafari | Asistencia: 15 000 espectadores Árbitro(s): Nasser Al-Ghafari |

## Campeón
|                                    |
| Bandera de Kuwait                  |
| Campeón invicto Kuwait 1.er título |

## Estadísticas

### Tabla general
| Pos. | Equipo    | Pts | PJ | PG | PE | PP | GF | GC | Dif. | Rend.  |
| ---- | --------- | --- | -- | -- | -- | -- | -- | -- | ---- | ------ |
| 1    | Kuwait    | 8   | 4  | 2  | 2  | 0  | 7  | 5  | 2    | 66,66% |
| 2    | Irán      | 7   | 4  | 2  | 1  | 1  | 8  | 5  | 3    | 58,33% |
| 3    | Irak      | 6   | 3  | 2  | 0  | 1  | 6  | 3  | 3    | 66,66% |
| 4    | Yemen     | 4   | 3  | 1  | 1  | 1  | 5  | 4  | 1    | 44,44% |
| 5    | Baréin    | 3   | 2  | 1  | 0  | 1  | 2  | 3  | –1   | 50%    |
| 6    | Jordania  | 2   | 2  | 0  | 2  | 0  | 3  | 3  | 0    | 33,33% |
| 7    | Siria     | 1   | 2  | 0  | 1  | 1  | 2  | 3  | –1   | 16,66% |
| 8    | Omán      | 1   | 2  | 0  | 1  | 1  | 2  | 4  | –2   | 16,66% |
| 9    | Palestina | 0   | 2  | 0  | 0  | 2  | 1  | 6  | –5   | 0%     |

### Goleadores
4 goles
- Ali Al-Nono

3 goles
- Mustafa Karim

2 goles
- Ismaeel Abdullatif
- Hadi Aghili
- Milad Meydavoudi
- Hassan Abdel-Fattah
- Yousef Nasser

1 gol
- Mohammad Gholami
- Jalal Hosseini
- Mehrdad Oladi
- Andranik Teymourian
- Nashat Akram
- Hawar Mulla Mohammed
- Samal Saeed
- Abdullah Deeb
- Soud Al-Magmed
- Abdul-Aziz Al-Mashaan
- Hussain Al-Moussawi
- Ahmed Saad Al-Rashidi
- Mohammed Rashed
- Yaqoob Abdul-Karim
- Osama Hadid
- Suleiman Obeid
- Ahmad Omaier
- Mohamed Al Zeno
- Haitham Thabit